# 退學
退学指学生因故中止学校学习，也指學校不許嚴重違反校規或課業成績不及格達一定比例學生繼續在校就讀。
有关退学的规定和程序因地區和学校而异，經開除學籍的学生，就足以不發給有關修業之任何證明文件，使得在校成績等同無效。
在美国、加拿大，肄业和退学并没有很明确的界限。研究生由于种种原因不能「畢業」是种比较普遍的现象，比较出名的有比尔·盖茨、拉里·佩奇等。

## 制度

### 主動退學
退學可以主動提出，但是通常需要監護人同意。而少數情形下則不必，如碩士班以後。學校會承認其在學。

### 勒令退學
通常發生於成績不及格次數過多、非常不當的行為。或者相對不嚴重的行為持續發生，經勸告無效者也可能會使用其為最後手段。該處分學生通常可提出申訴。但期間處分是否保持有效由各校決定。且有可能一定期限或條件內無法再被該校錄取。（例如：某些學校會要求這類學生不得參與其轉學考試）若為留學生，則可能喪失學生簽證資格，除了進入另外一間學校，學校會承認其在學。
另外還有開除學籍：不發給有關修業之任何證明文件，使得在校成績等同無效。同樣有可能一定期限或條件內無法再被該校錄取。入學或轉學資格不合而退學也不發給有關修業之任何證明文件，上述情形學校均不會承認其在學。
各種口語都是指這種做法，例如，被踢出學校或被退學。

### 自動退學
當系所或學校關閉、停止營運等，又無轉系或轉學意願或不符合資格時，會因為喪失學生資格，而自動的退學。

## 相關
- 畢業
- 肄業
- 博士
- 硕士
- 學士
- 母校
- 四方帽
- 履歷表
- 停學
- 開除
- 辞退
- 招生